# Danny Blind
Dirk Franciscus “Danni” Blind (født 1. august 1961) er en tidligere nederlandsk fodboldspiller. Her spillede han for Sparta Rotterdam, AFC Ajax og det hollandske fodboldlandshold.
 Der er for få eller ingen kildehenvisninger i denne artikel, hvilket er et problem. Du kan hjælpe ved at angive troværdige kilder til de påstande, som fremføres i artiklen.